# Follow Me into Madness
Pour les articles homonymes, voir Follow Me (homonymie).
Albums de Tarot
Spell of Iron
(1986) To Live Forever
(1993)
Singles
Follow Me into Madness est le 2e album studio du groupe de métal finlandais Tarot, sorti en 1988.

## Titres
Toutes les pistes par Marco Hietala & Zachary Hietala.
1. Descendants Of Power – 03:50
2. Rose On The Grave – 04:31
3. Lady Deceiver – 03:38
4. Follow Me Into Madness – 05:40
5. Blood Runs Cold / Happy End – 03:52
6. No Return – 04:30
7. I Don't Care Anymore – 03:48
8. Breathing Fire – 03:12
9. I Spit Venom – 03:14
10. Shadow In My Heart – 05:34

## Single
- Rose on the Grave

## Formation
- Marco Hietala – chants & basse
- Zachary Hietala – guitare
- Mako H. – guitare
- Pecu Cinnari – batterie